# ホラー映画

ホラー映画のアイコン

ホラー映画（ホラーえいが）または恐怖映画（きょうふえいが）は、映画のジャンルの一つ。観る者が恐怖感（英語でいうところのHorror、Fear、Terrorなど）を味わって楽しむことを想定して制作されているものを広く指す。また、ゾンビ、殺人鬼、幽霊、吸血鬼、悪魔、怪物、精神疾患、非行少年、性的逸脱など、観客に恐怖感を与えるためにホラー映画で用いられる素材や題材を含むものを（それが恐怖感を与えるためのものかにかかわらず）、ホラー映画とする場合もある。ホラー映画は日本、韓国、イタリア、タイなどで特に普及している。

## 概要
ホラーの他に、ジャンルの名前がそのまま感情の名前でもあるものにサスペンス映画とスリラー映画があるが、これらはホラーと密接に関連している。あえて分けて呼ぶ場合は、ゾンビやオカルトなど超自然的要素を扱うものをホラー映画として狭義に括り、現実世界の殺人鬼や犯罪者を描くものをサスペンス映画、スリラー映画と呼ぶ場合も多いが、厳密な定義はない。
また、スプラッター映画は、典型的には血しぶきや惨殺死体などの直接的な描写（スラッシャーとも呼ばれる）によって定義されるジャンルだが、これも恐怖感を引き起こす手段として多用されるため、基本的にはホラーのサブジャンルと見なされる。サスペンスと同様、性行為などのエロティシズムなども内包されているものが多い。
また、サブジャンルとして、ホラーとは対照的な存在であるコメディをひとつの要素として取り入れたホラーコメディや、祝祭日を題材としたホリデイ・ホラーなどが挙げられる。

## 歴史

### ホラー映画の誕生
映画黎明期の19世紀末より、ホラー作品の製作記録は多くある。1891年にエジソンが「キネトスコープ」を発明し、リュミエール兄弟がそれを改良した「シネマトグラフ」を発表した1895年、アメリカのアルフレッド・クラークによって発表された『メアリー女王の処刑』（『The Execution of Mary, Queen of Scots』あるいは『The Execution of Mary Stuart』）は世界初のホラー映画として名を挙げられる。ただし本作は14秒と非常に短いものであり、のぞき窓から映像を見てひとりで楽しむという、現代の「暗所で鑑賞する大衆娯楽」という映画のスタイルとはまるで異なるものであった。
後のホラー映画に大きな影響を与えた始祖的存在としては、1920年のドイツ映画『カリガリ博士』が知られている。1922年の『吸血鬼ノスフェラトゥ』も著作権者の許可を得ない非公式作ながら、重要な映画と位置づけられている。
1925年のアメリカ映画『オペラの怪人』は、千の顔を持つ男と称された名優ロン・チェイニーが髑髏のような恐ろしいメイクでファントムを演じ、サイレントホラーの伝説的作品となった。ゴシック・ロマンスを題材とし、強力な個性を持った怪奇スターが看板となるホラー映画のスタイルを決定付けた。

### トーキー時代のホラー映画
トーキーの時代を迎えた1931年、アメリカのユニバーサル映画は『魔人ドラキュラ』と『フランケンシュタイン』を大ヒットさせ、ホラーのリーディングカンパニーとなった。1930年に早世したチェイニーに替わり、ドラキュラ伯爵を演じたベラ・ルゴシと、フランケンシュタイン・モンスターを演じたボリス・カーロフが2大怪奇スターとなった。他社も追随し、吸血鬼、ミイラ、狼男ら怪物達や、エドガー・アラン・ポー作品、『ジキル博士とハイド氏』等を題材としたホラーの名作が多く作られた。
1940年代に入るとチェイニーの息子で『狼男』を代表作とするロン・チェイニー・ジュニアが怪奇スターとして台頭した。40年代半ばにはユニバーサル・ホラーは一作に複数の怪物が登場するエンターテインメント色の強い作品が主流となるが、結果としてこの路線はホラーの衰退を招いた。

### 1960年代

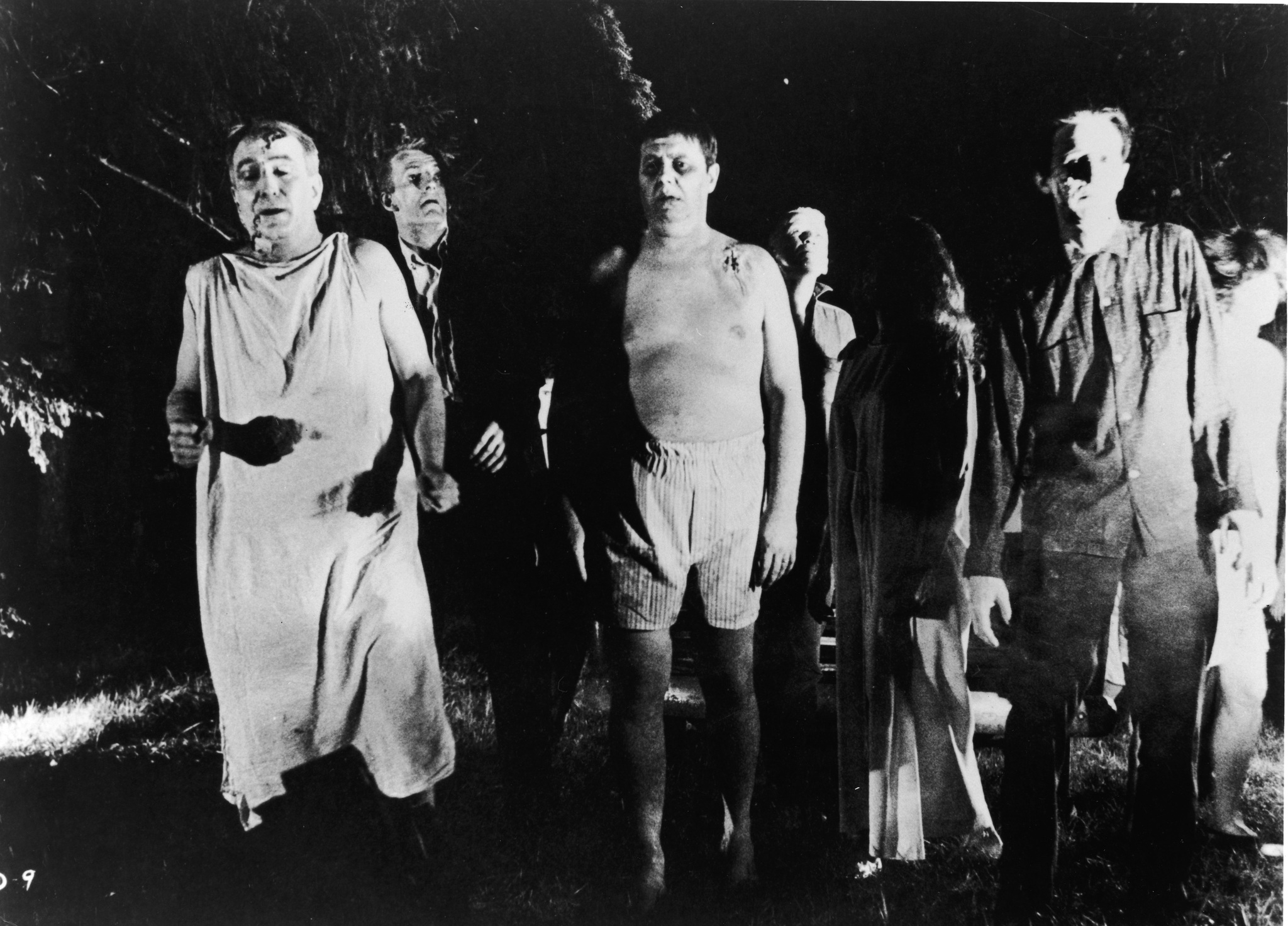
ホラー映画の『ナイト・オブ・ザ・リビングデッド』の一場面。

モンスター映画のリメイク
第二次世界大戦後、ファンタジー映画の主流はSFに移り、ホラーは低迷する。それを復興させたのはイギリスのハマー・フィルム・プロダクションであった。ユニバーサル・ホラーのカラーフィルムによるリメイクと位置づけられる『フランケンシュタインの逆襲』（1957年）と『吸血鬼ドラキュラ』（1958年）は世界的にヒットし、両作に出演したピーター・カッシングとクリストファー・リーが新たなスターとなった。続いてミイラ、狼男らユニバーサル・モンスターズも続々復活した。
ハマーの隆盛に対し、アメリカの映画製作会社AIPは、1960年よりヴィンセント・プライス主演のエドガー・アラン・ポー作品を原作とするホラーの名作を連続ヒットさせた。
スプラッター映画の誕生
一方で、独立プロのハーシェル・ゴードン・ルイス監督が、ストーリー性よりも過激な残酷描写による視覚的衝撃を重視する猟奇的な映画を製作。特殊メイクによる過激な流血描写を強調したスプラッター映画の誕生であった。1963年の『血の祝祭日』（1963年）以降、1970年代までルイスはこの種の「血みどろ映画」を量産するが、それらの作品は俗悪なキワモノ映画としか世間からは認識されなかった。

### 1970年代
スプラッター映画の浸透
しかし、1970年代に入ると、それまで『血ぬられた墓標』（1960年）などの古典的なゴシック怪奇映画で知られていたイタリアのマリオ・バーヴァ監督が、特殊メイクによる過激な残酷描写を取り入れた『血みどろの入江』（1971年）を発表。素人俳優をキャスティングして作りもアマチュア臭ただようH・G・ルイス作品とは異なり国際的な知名度を持つ名優の出演と一流の技術によって制作された初のスプラッター映画として世界に衝撃を与えた。
バーヴァの『血みどろの入江』を皮切りに、当時イタリアで流行していたジャッロとよばれる推理サスペンス映画が、生々しい残酷描写を積極的に取り入れ始める。セルジオ・マルティーノ監督による『影なき淫獣』（1973年）やダリオ・アルジェント監督による『サスペリアPART2』（1975年）といった70年代のイタリア製スリラーでは、犯人捜しの推理ミステリーの体裁を取りながら、血みどろのスプラッター描写を露骨に表現したことで刺激に飢えた若い観客からの支持を得た。
さらに、アメリカのトビー・フーパー監督による『悪魔のいけにえ』（1974年）、イギリスのピート・ウォーカー監督による『フライトメア』（1974年）、カナダのデヴィッド・クローネンバーグ監督による『ラビッド』（1977年）やボブ・クラーク監督による『暗闇にベルが鳴る』（1974年）といった、高い技術と緻密な脚本・演出に支えられた現代的な残酷ホラーが多く製作される。これらの作品はH・G・ルイスが狙ったような単なる表面的な血みどろ描写による刺激だけではなく、残酷シーンの痛々しさを通して人間心理にひそむ狂気や異常性の恐ろしさを描き上げたという点で、当時としてはリアルで現代的な感覚を持った恐怖映画だったと言える。
動物パニック映画ブーム
また、アルフレッド・ヒッチコック監督の『鳥』（1963年）のヒットを経て、70年代中盤には動物パニック映画ブームが巻き起こる。中でも大ヒット作である『ジョーズ』（1975年）を筆頭に、巨大クマの恐怖を描いた『グリズリー』（1976年）、シャチの襲撃を描いた『オルカ』（1977年）、殺人蜂の襲来を描いた『スウォーム』（1978年）など、さまざまな動物や昆虫が人間を襲う作品が次々と公開された。
オカルト映画ブーム
一方で、1970年代には『ローズマリーの赤ちゃん』（1968年）を起源として、ウィリアム・フリードキン監督による『エクソシスト』（1973年）が爆発的なヒット。それを皮切りに、オカルト映画の大ブームが巻き起こる。かねてから注目を集めていた占いや自称超能力者のユリ・ゲラーが仕掛けた超能力ブームに後押しされる形で、悪魔や心霊現象や超能力と言った神秘的な事柄に対する人々の関心が高まり、世界各国の映画会社は積極的にオカルト映画を発表。
ハリウッドは『ヘルハウス』（1973年）、『オーメン』（1976年）、『キャリー』（1976年）、『家』（1976年）、『オードリー・ローズ』（1977年）などの心霊現象や悪魔や超能力などを扱ったオカルト映画を量産し、興業面でも批評面でも大いなる成果を得た。
娯楽映画産業に勢いがあったイタリア映画界もブームに乗じて、悪魔や魔女の恐怖を描いたオカルト映画を量産。特にダリオ・アルジェント監督の『サスペリア』（1976年）はハリウッドの大作に匹敵するほどの大成功を収めた。
イタリアほど話題作は多くなかったが、スペイン映画界からは『ザ・チャイルド』（1976年）が発表されて話題を呼んだ。オカルト映画の体裁を取りながらも不条理な風刺劇といった趣の映画だが、子供たちが突然大人を殺し始めると言った寓話的でショッキングなストーリーが世界に大きな衝撃を与えた。
スプラッター映画とオカルト映画の流行に押される形で、クラシカルなハマーやAIP作品は衰退していく。ホラー映画も新しい時代を迎えつつあった。

### 1980年代
スラッシャー映画の黄金期
1980年代 にはビデオレンタル・バブルを追い風に、ホラー映画の需要は増加した。中でもジョン・カーペンターの『ハロウィン』（1978年）が大ヒットしたことで、殺人鬼が若者を襲うというフォーマットを模倣したスラッシャー映画が黄金時代を迎えることになる。『13日の金曜日』（1980）、『エルム街の悪夢』（1984）、『チャイルド・プレイ』（1988）、『キャンディマン』（1992）など様々な形のスラッシャー映画が量産された。
特に『13日の金曜日』は1980年代の映画シリーズの中では最も影響力の大きいシリーズの一つと言われており、11本の映画、ノベライズ、コミカライズそして様々な収集価値の高いグッズの生産で伝説的なシリーズであった。
SFホラーの確立
1979年にはリドリー・スコット監督による『エイリアン』が大ヒットし、SFホラーという新たなジャンルを確立する。続いて『遊星からの物体X』（1982年）や『グレムリン』（1984年）、ホラー要素も強かったジェームズ・キャメロン監督の『ターミネーター』（1984年）、『クリッター』（1986年）などがヒットした。また『スキャナーズ』（1981年）や『ヴィデオドローム』（1982年）『ザ・フライ』（1986年）などデヴィッド・クローネンバーグ作品がカルト的な人気を博すも、『エイリアン』の続編である『エイリアン2』（1986年）ではホラー要素が薄れてアクション要素が大幅に強まり、その後も『プレデター』（1987年）などのヒットでSFホラーはすぐにSFアクションへと吸収され、衰退していくことになる。
一方で、1997年には後に「バイオハザードシリーズ」を手掛けるポール・W・S・アンダーソン監督作で、「宇宙船内の恐怖」を描いたSFホラー映画『イベント・ホライゾン』が公開される。興行的には失敗したが、ビデオソフトがリリースされるとカルト的な人気を博し、以降同じく宇宙船が舞台のSFホラー映画である『サンシャイン 2057』（2007年）と『ライフ』（2017年）が10年毎に公開されるという現象も起こった。
ファウンド・フッテージの登場
1980年にはセクスプロイテーション映画であり、モキュメンタリー映画の先駆けでもある『食人族』が公開される。本作は、本物の殺人映像（スナッフフィルム）のように見せかけた宣伝方法などで注目を浴び、動物虐待、人肉食、強姦シーンが盛り込まれた映画でありながら、10億円近い配給収入を上げる大ヒットを記録した。第三者によって映像が流出した設定で展開されるファウンド・フッテージと呼ばれる手法は、後に『ブレア・ウィッチ・プロジェクト』（1999年）で再び注目されることとなる。

### 1990年代
サイコスリラーの流行
1990年代には『危険な情事』（1987年）のヒットを皮切りに、『ミザリー』（1990年）や『セブン』（1995年）といったサイコスリラーへと流行が移り変わる。1991年には、ジョディ・フォスターやアンソニー・ホプキンスが主演のホラー映画『羊たちの沈黙』が、第64回アカデミー賞で主要5部門を受賞し、ホラー映画史上初のアカデミー作品賞という快挙を果たした。
青春学園ホラー
青春・学園物とホラーをミックスさせた映画は、古くは『キャリー』（1976年）や『プロムナイト』（1980年）、『フライトナイト』（1985年）などが挙げられる。
同ジャンルから暫くはヒット作が出なかったが、1996年に『エルム街の悪夢』で知られるウェス・クレイヴン監督の青春学園ホラー『スクリーム』が公開。ホラー映画のお決まりパターンを風刺しながら若者が殺されていくという斬新な設定が話題を呼び、当時のスラッシャー映画として最高の興行収入を記録。これによりマンネリ化していたスラッシャー映画に新たな風が吹く。派生作品として『ラストサマー』（1997年）や『ルール』（1998年）『バレンタイン』（2001年）など『スクリーム』同様にミステリー要素の強いものや、エイリアンによる寄生を描いたSF要素の強い『パラサイト』（1998年）、「死の運命」という目に見えない存在に襲われる『ファイナル・デスティネーション』（2000年）などが人気を博した。
ホラーアクションの確立
1990年代後半に入るとホラーとアクションを融合させた映画が多く製作されるようになり、1996年にはロバート・ロドリゲスとクエンティン・タランティーノが手掛けた『フロム・ダスク・ティル・ドーン』がヒットし、ホラーアクションという新たなジャンルを開拓させた。その後もアメコミを実写映画化した『スポーン』（1997年）や『ブレイド』（1998年）や『コンスタンティン』（2005年）、『エンド・オブ・デイズ』（1999年）、同名のホラーゲームを映画化した『バイオハザード』（2001年）、『アンダーワールド』（2003年）、『ヴァン・ヘルシング』（2004年）、『デス・プルーフ in グラインドハウス』（2007年）などが公開された。一般的なアクション映画と同様に、怖さよりもアクションの迫力を見せ場としている点が特徴。

### 2000年代
ソリッド・シチュエーション・ホラー
1997年の『キューブ』のヒットを経て、2000年代には限られた空間でストーリーが展開するソリッド・シチュエーション・ホラーが大きなブームとなる。中でも『ソウ』がホラー映画界において異例の大ヒットを記録した。人間による人間の恐怖を徹底的に表現し、残酷なシーンの多様化、究極の苦痛を求めた映画として話題を呼んだ。また 『ホステル』（2005年）や『ウルフクリーク/猟奇殺人谷』（2005年）などを皮切りに、トーチャーポルノ（拷問ポルノ）と呼ばれる残酷シーンに特化したジャンルのホラー映画が勢いを付けた。
フレンチ・ホラー
また21世紀に入るまではホラー映画のイメージが薄かったフランス映画界だったが、1990年代後期からフランスを中心に過剰な性描写や暴力表現などを使用したニューエクストリミティと呼ばれる映画運動が起きたことで、2003年にその意図を汲んだ『ハイテンション』（2003年）が公開される。本作のヒットを皮切りに、過激なゴア描写やスタイリッシュさを基調としたフレンチ・ホラーというジャンルが確立し、後に公開される『屋敷女』（2007年）『フロンティア』（2007年）『マーターズ』（2008年）の3作品を含めて、4大フレンチホラー（フレンチホラー四天王）と呼ばれるようになった。これらの一連のブームを総称して、ニュー・ウェイブ・オブ・フレンチ・ホラー（New Wave of French Horror）、またはフランス新過激主義（New French Extremity）と言う。
ホーム・インベージョン
また『ファニーゲーム』（1998年）の登場、そしてフレンチ・ホラーとソリッド・シチュエーション・ホラーの流行によって、自宅に何者かが侵入、もしくは襲撃されるホーム・インベージョンと呼ばれるジャンルも定着する。上記のフレンチホラー四天王と呼ばれる作品から、『正体不明 THEM -ゼム‐』（2006年）や『ゴーストランドの惨劇』（2015年）など、多くのフレンチ・ホラーはホーム・インベージョンの形式をとっている。アメリカ映画では『ワナオトコ』（2009年）や『サプライズ』（2011年)『アス』（2019年）などが該当する。
ジャパニーズホラーの大ブーム
1998年に『リング』がヒットすると後に続くジャパニーズホラーブームの火付け役となり、以降『仄暗い水の底から』（2002年）や『呪怨』（2003年）、『着信アリ』（2003年）なども立て続けに成功した。Jホラーブームが世界中で巻き起こると、その後も『ザ・リング』（2002年）や『THE JUON 呪怨』（2004年）、『ダーク・ウォーター』（2005年）、『ワン・ミス・コール』（2008年）などのJホラーのリメイク作品がアメリカで次々に製作された。『ザ・リング』は4800万ドルの低予算の制作費に対して興行成績が約1億2900万ドルと予想以上の高回収率で成功を収め、『THE JUON 呪怨』も1,000万ドルの制作費に対して興行収入が1億1000万ドルと、低予算であることを考慮するとビジネス的には成功した。また、『ザ・リング』のDVDはアメリカでは初日のみで200万枚売れたことも話題になった。
『リング』をはじめとするジャパニーズホラーは香港を席巻したが、その理由として、日本と香港の文化的同一性があげられており、登場人物が黒髪ではなく金髪で、アーモンド色の目をしていたら、「信憑性がない」「私たちが彼らに夢中になるのは難しい」という意見がある。
日本映画研究者でハーバード大学准教授のアレクサンダー・ザルテンは、こうしたJホラーが誕生した背景には1989年に発覚した東京・埼玉連続幼女誘拐殺人事件の影響が大きいと分析している。1980年代当時の日本では、『死霊の罠』（1988年）や『スウィートホーム』（1989年）、オリジナルビデオ作品の『ギニーピッグ』（1985年）、テレビドラマ『魔夏少女』（1987年）など、海外のスプラッター映画と同様のグロテスクな残酷描写を描いた作品が徐々に製作され始めていた時代であったが、前述の事件をマスメディアが「犯人はオタク・ホラーマニアで現実と空想の区別が付かずに犯行に及んだ」「ホラー映画を犯行の手本にした」などと盛んに報道したことで残酷描写がタブー視されるようになり、自主規制が強化されメジャーシーンではスプラッター作品が製作されなくなってしまい、直接的な残酷描写ではなく雰囲気や心理的に怖がらせるJホラーが副産物的、偶発的に誕生したとされる。このため、Jホラーというジャンルは日本人の感性から生まれたというよりも、そうした歴史的な背景の基に生まれたのものだと指摘している。
モキュメンタリー作品の流行
一方、1999年に公開された『ブレア・ウィッチ・プロジェクト』のヒットを経て、2000年代には全編ビデオカメラを用いたP.O.V方式によるモキュメンタリー、もしくはファウンド・フッテージ作品が増える。2007年には『パラノーマル・アクティビティ』が超低予算ながらも口コミで話題となり、社会現象とも言える大ヒットを記録した。他に『REC/レック』（2007年）、『クローバーフィールド/HAKAISHA』（2008年）、『THE 4TH KIND フォース・カインド』（2009年）、『グレイヴ・エンカウンターズ』（2011年）などがある。
クロスオーバー作品のヒット
2003年には『フレディvsジェイソン』のようなクロスオーバー作品も登場し、世界中で反響を呼んだ。この作品は映画界において一つの新しい型を生み出し、本作を皮切に以降『エイリアンVSプレデター』（2004年）のような他の作品同士のキャラクターを対決させるという映画会社の垣根を超えた作品が製作されている。また2012年に公開された『キャビン』は、ある種その最終形態的な作品とも言える。
往年の名作のリメイク
洋画においては『悪魔のいけにえ』、『ハロウィン』、『13日の金曜日』、『エルム街の悪夢』など、70年代～80年代にかけての有名なホラー作品が相次いでリメイクされ、いずれの作品もおおむね好意的な評価を得た。
特に、『IT』（1990年）のリメイクである『IT/イット “それ”が見えたら、終わり。』（2017年）は、ホラー映画史上No.1の興行収入を記録する大ヒットとなった。

### 2010年代
超自然的ホラーの復権
1970年代から1980年代にかけて、『家』（1976年）や『チェンジリング』（1980年）、特に『悪魔の棲む家』（1979年）や『ポルターガイスト』（1982年）はシリーズ化もされるなど、「一軒家での超常現象・心霊現象」を描いた超自然的ホラー映画が人気を博したが、1990年代以降はサイコスリラーやシチュエーションスリラー等の人気に押されて製作本数が激減していた。
しかし、2010年代に入ると、2010年の『インシディアス』と2013年の『死霊館』の二作が久々にヒットしたことで、衰退していた超自然的ホラーが復権し始めた。その二作に続けとばかりに『オキュラス/怨霊鏡』（2013年）、『MAMA』（2013年）、『呪い襲い殺す』（2014年）、『死霊館』のスピンオフである『アナベル 死霊館の人形』（2014年）、『ババドック 暗闇の魔物』（2014年）、『ラリー スマホの中に棲むモノ』（2020年）、『ブギーマン』（2023年）など、多数の超自然的ホラー映画が公開されるようになった。
新感覚ホラー
2010年代には『ドント・ブリーズ』（2016年）や『クワイエット・プレイス』（2018年）といった“音を立ててはいけない”や、『ライト/オフ』（2016年）の“電気を消してはいけない”、『バイバイマン』（2017年）の“名前を口にしたり考えてはいけない”など、これまでにない斬新なアイデアに着目し、全く新しい手法やアプローチを用いる新感覚ホラーと称される作品が多くなる。
また、“誰かと性行為をしなければいけない”という新感覚ホラーでありながら、一種の甘酸っぱい青春映画でもある『イット・フォローズ』（2014年）や、新感覚ホラーにしてブラックムービーと高い評価を得た『ゲット・アウト』（2017年）、ミステリー要素とスタイリッシュ・アクションを融合した『マリグナント 狂暴な悪夢』（2021年）など、ワンアイデアをプラスしたことでホラー映画の域を超えたジャンルレスな作品も多く現れた。特に遺伝性による恐怖を描いた『ヘレディタリー/継承』（2018年）は「直近50年のホラー映画の中の最高傑作」「21世紀最高のホラー映画」と評されている。
このようなホラー映画郡が台頭したきっかけとして、ブラムハウス・プロダクションズやA24のように、ホラー映画の製作に力を入れる新興スタジオの登場が挙げられる。これらのスタジオは新人、もしくは無名の映画監督を発掘することで、冒険的な作品を生み出すことが可能となった。
村ホラー
『ウィッチ』（2016年）と『ミッドサマー』(2019年)の高評価を皮切りに、世間と隔絶された村で異様宗教や民間伝承、土着信仰、カルト集団による恐怖を描く村ホラーが人気を博す。 アジア圏では『哭声/コクソン』（2016年）や『女神の継承』（2021年）『呪詛』（2022年）などがヒットし、日本でも『犬鳴村』（2020年）や『樹海村』（2021年）『牛首村』（2022年）など恐怖の村シリーズとしてシリーズ化された。

### 2020年代
北欧ホラー
異国の文化や風習、宗教に対する恐怖は北欧ホラーへと転じ、スウェーデンやデンマーク、フィンランド、ノルウェーなどのホラー映画が多く作られるようになる。北欧の美しい景色と不気味な雰囲気が混在した作風のものが多く、『LAMB/ラム』（2021年）や『イノセンツ』（2021年）、『ハッチング -孵化-』（2022年）『理想郷』（2022年）『胸騒ぎ』（2022年）などがある。
ボディ・ホラーの復権
これまで長らくデヴィッド・クローネンバーグが手がけていたボディ・ホラーというジャンルが、2020年以降になって再び人気を博す。代表的な作品には『ポゼッサー』（2020年）や『TITANE/チタン』（2021年）、『マリグナント 狂暴な悪夢』（2021年）、『サブスタンス』（2024年）などがある。中でも『TITANE/チタン』は第74回カンヌ国際映画祭でパルム・ドールを受賞。『サブスタンス』は第77回カンヌ国際映画祭で脚本賞を、第82回ゴールデングローブ賞では主演女優賞（ミュージカル・コメディ部門）を、第97回アカデミー賞では作品賞や監督賞を含む5部門にノミネートされ、メイクアップ&ヘアスタイリング賞を受賞した。

## 代表的なホラー映画

### 海外
1900年代前半
- 巨人ゴーレム（1920年） - パウル・ヴェゲナー、カール・ベーゼ監督
- カリガリ博士（1920年） - ローベルト・ヴィーネ監督
- 狂へる悪魔（1920年） - ジョン・S・ロバートソン監督/ロバート・ルイス・スティーヴンソン（原作）
- 吸血鬼ノスフェラトゥ（1922年） - F・W・ムルナウ監督
- 魔女（1922年） - ベンヤミン・クリステンセン監督
- 裏町の怪老窟（1924年） - パウル・レニ監督
- オペラの怪人シリーズ（1925年） - ルパート・ジュリアン監督/ガストン・ルルー（原作）
- 魔人ドラキュラシリーズ（1931年） - トッド・ブラウニング監督・カール・フロイント監督/ブラム・ストーカー（原作）
- フランケンシュタインシリーズ（1931年） - ジェイムズ・ホエール監督/メアリー・シェリー（原作）
- ミイラ再生シリーズ（1932年） - カール・フロイント + *ミイラ再生シリーズ（1932年） - カール・フロイント監督
- 獣人島（1932年） - アール・C・ケントン監督/H・G・ウェルズ（原作）
- 吸血鬼（1932年） - カール・テオドア・ドライヤー監督
- 透明人間（1933年） - ジェイムズ・ホエール監督/H・G・ウェルズ（原作）
- 狼男シリーズ（1941年） - ジョージ・ワグナー監督
- キャット・ピープル（1942年） - ジャック・ターナー監督
- 死体を売る男（1945年） - ロバート・ワイズ監督
- 夢の中の恐怖（1945年） - アルベルト・カヴァルカンティ、チャールズ・クライトン、バジル・ディアデン、ロバート・ハーメル監督

1950年代
- 遊星よりの物体X（1951年） - クリスティアン・ナイビイ監督/ジョン・W・キャンベル Jr.（原作）
- 大アマゾンの半魚人（1954年） - ジャック・アーノルド監督
- ボディ・スナッチャー/恐怖の街（1956年） - ドン・シーゲル監督
- 悪魔の呪い（1957年） - ジャック・ターナー監督
- フランケンシュタインの逆襲シリーズ（1957年） - テレンス・フィッシャー監督/メアリー・シェリー（原作）
- 吸血鬼ドラキュラシリーズ（1958年） - テレンス・フィッシャー監督/ブラム・ストーカー（原作）
- ハエ男の恐怖（1958年） - カート・ニューマン監督/ジョルジュ・ランジュラン（原作）
- 顔のない眼（1959年） - ジョルジュ・フランジュ監督
- ザ・ティングラー 背筋に潜む恐怖（1959年） - ウィリアム・キャッスル監督
- 地獄へつゞく部屋（1959年） - ウィリアム・キャッスル監督

1960年代
- 血を吸うカメラ（1960年） - マイケル・パウエル監督
- 血ぬられた墓標（1960年） - マリオ・バーヴァ監督
- 未知空間の恐怖/光る眼（1960年） - ウルフ・ リラ監督
- リトル・ショップ・オブ・ホラーズ（1960年） - ロジャー・コーマン監督
- サイコシリーズ（1960年） - アルフレッド・ヒッチコック監督/ロバート・ブロック（原作）
- ヘラクレス 魔界の死闘（1961年） - マリオ・バーヴァ監督
- 血の祝祭日（1963年） - ハーシェル・ゴードン・ルイス監督
- サディスト（1963年） - ジェームズ・ランディス監督
- シェラ・デ・コブレの幽霊（1964年） - ジョセフ・ステファノ、ロバート・スティーヴンス監督
- 2000人の狂人（1964年） - ハーシェル・ゴードン・ルイス監督
- 反撥（1965年） - ロマン・ポランスキー監督
- リビングデッドシリーズ（1968年） - ジョージ・A・ロメロ監督/ジョン・A・ラッソ（原作）
- ローズマリーの赤ちゃん（1968年） - ロマン・ポランスキー監督

1970年代
- 血みどろの入江（1971年） - マリオ・バーヴァ監督
- 鮮血の美学（1972年） - ウェス・クレイヴン監督
- ゾンビ特急"地獄"行（1972年） - ユージニオ・マーティン監督
- ウィッカーマン（1973年） - ロビン・ハーディ監督
- エクソシストシリーズ（1974年） - ウィリアム・フリードキン監督/ウィリアム・ピーター・ブラッティ（原作）
- 悪魔のいけにえシリーズ（1974年） - トビー・フーパー監督
- 拷問の魔人館（1974年） - ピート・ウォーカー監督
- フライトメア（1974年） - ピート・ウォーカー監督
- 暗闇にベルが鳴る（1974年） - ボブ・クラーク監督
- ロッキー・ホラー・ショー（1975年） - ジム・シャーマン監督
- 家（1976年） - ダン・カーティス監督
- オーメンシリーズ（1976年） - リチャード・ドナー監督
- ザ・チャイルド（1976年） - ナルシソ・イバニェス・セラドール監督
- 悪魔のしたたり（1976年） - ジョエル・M・リード監督
- スナッフ/SNUFF（1976年） - マイケル・フィンドレイ、ロベルタ・フィンドレイ監督
- キャリー（1976年） - ブライアン・デ・パルマ監督/スティーヴン・キング（原作）
- サスペリア（1977年） - ダリオ・アルジェント監督/トマス・ド・クインシー（原作）
- ラビッド（1977年） - デヴィッド・クローネンバーグ監督
- イレイザーヘッド（1977年） - デヴィッド・リンチ監督
- ハロウィンシリーズ（1978年） - ジョン・カーペンター監督
- エイリアンシリーズ（1979年） - リドリー・スコット監督

1980年代
- 13日の金曜日シリーズ（1980年） - ショーン・S・カニンガム監督
- シャイニング（1980年） - スタンリー・キューブリック監督/スティーヴン・キング（原作）
- 死霊のはらわたシリーズ（1981年） - サム・ライミ監督
- スキャナーズ（1981年） - デヴィッド・クローネンバーグ監督
- 狼男アメリカン（1981年） - ジョン・ランディス監督
- 遊星からの物体X（1982年） - ジョン・カーペンター監督/ジョン・W・キャンベル Jr.（原作）
- バスケットケースシリーズ（1982年） - フランク・ヘネンロッター監督
- バイオニック・マーダラー（1982年） - マイケル・ミラー監督
- エルム街の悪夢シリーズ（1984年） - ウェス・クレイヴン監督
- グレムリンシリーズ（1984年） - ジョー・ダンテ監督
- レイザーバック（1984年） - ラッセル・マルケイ監督/ピーター・ブレナン（原作）
- フライトナイト（1985年） - トム・ホランド監督
- ザ・フライ（1986年） - デヴィッド・クローネンバーグ監督/ジョルジュ・ランジュラン（原作）
- チャイニーズ・ゴースト・ストーリー（1987年） - チン・シウトン監督
- ヘル・レイザーシリーズ（1987年） - クライヴ・バーカー監督
- ニア・ダーク/月夜の出来事（1987年） - キャスリン・ビグロー監督
- チャイルド・プレイシリーズ（1988年） - トム・ホランド監督

1990年代
- ミザリー（1990年） - ロブ・ライナー監督/スティーヴン・キング（原作）
- ハンニバルシリーズ（1991年） - ジョナサン・デミ監督/トマス・ハリス（原作）
- キャンディマンシリーズ（1992年） - バーナード・ローズ監督
- チャック・ノリス in ヘルバウンド/地獄のヒーロー5（1994年） - アーロン・ノリス監督
- スクリームシリーズ（1996年） - ウェス・クレイヴン監督
- ラストサマーシリーズ（1997年） - ジム・ギレスピー監督/ロイス・ダンガン（原作）
- キューブシリーズ（1997年） - ヴィンチェンゾ・ナタリ監督
- レザー・ブレイド（英語版）（1998年） - ジェイク・ウエスト（英語版）監督（劇場未公開・ビデオ発売）
- ブレア・ウィッチ・プロジェクトシリーズ（1999年） - ダニエル・マイリック、エドゥアルド・サンチェス監督

2000年代
- ファイナル・デスティネーションシリーズ（2000年） - ジェームズ・ウォン監督
- バイオハザードシリーズ（2002年） - ポール・W・S・アンダーソン監督/カプコン（原作）
- 28日後...シリーズ（2002年） - ダニー・ボイル監督
- アンダーワールドシリーズ（2003年） - レン・ワイズマン監督/ケビン・グレヴィオー（原作）
- ソウシリーズ（2003年） - ジェームズ・ワン監督
- クライモリ（2003年） - ロブ・シュミット監督
- マーダー・ライド・ショーシリーズ（2004年） - ロブ・ゾンビ監督
- ショーン・オブ・ザ・デッド（2004年） - エドガー・ライト監督
- コンスタンティン　(2005年) - フランシス・ローレンス監督
- ホステルシリーズ（2006年） - イーライ・ロス監督
- サイレントヒル（2006年） - クリストフ・ガンズ監督
- グラインドハウス（2007年） - ロバート・ロドリゲス、クエンティン・タランティーノ監督
- REC/レック（2007年） - ジャウマ・バラゲロ監督・パコ・プラサ監督
- パラノーマル・アクティビティシリーズ（2009年） - オーレン・ペリ監督
- ドッグハウス（英語版）（2009年） - ジェイク・ウエスト監督
- ゾンビランドシリーズ（2009年） - ルーベン・フライシャー監督

2010年代
- ムカデ人間シリーズ（2010年） - トム・シックス監督
- インシディアスシリーズ（2010年） - ジェームズ・ワン監督
- サプライズ（2011年） - アダム・ウィンガード監督
- キャビン（2012年） - ドリュー・ゴダード監督
- 死霊館シリーズ （2013年） - ジェームズ・ワン監督
- グリーン・インフェルノ（2013年） - イーライ・ロス監督
- イット・フォローズ（2014年） - デヴィッド・ロバート・ミッチェル監督
- ヴィジット（2015年） - M・ナイト・シャマラン監督
- ウィッチ（2015年） - ロバート・エガース監督
- ライト/オフ（2016年） - デヴィッド・F・サンドバーグ監督
- ジェーン・ドウの解剖（2016年） - アンドレ・ウーヴレダル監督
- テリファーシリーズ（2016年） - デイミアン・レオーネ（英語版）
- ゲット・アウト（2017年） - ジョーダン・ピール監督
- IT/イットシリーズ（2017年）- アンディ・ムスキエティ監督/スティーヴン・キング（原作）
- ハッピー・デス・デイシリーズ（2017年）- クリストファー・B・ランドン監督
- クワイエット・プレイスシリーズ（2018年）- ジョン・クラシンスキー監督
- ヘレディタリー/継承（2018年） - アリ・アスター監督
- CLIMAX クライマックス（2018年） - ギャスパー・ノエ監督

2020年代
- マリグナント 狂暴な悪夢（2021年） - ジェームズ・ワン監督
- NOPE/ノープ（2022年） - ジョーダン・ピール監督
- X エックスシリーズ（2022年） - タイ・ウェスト監督
- Smile スマイルシリーズ（2022年） - パーカー・フィン監督
- M3GAN ミーガンシリーズ（2023年） - ジェラード・ジョンストン監督
- ザ・ウォッチャーズ（2024年） - M・ナイト・シャマラン監督
- ナイトスイム（2024年） - ブライス・マクガイア監督
- サブスタンス（2024年） - コラリー・ファルジャ監督

### 日本
1900年代
- 有馬猫（1937年） -  木藤茂監督
- 東海道四谷怪談（1959年） - 中川信夫監督/鶴屋南北（原作）
- 地獄（1960年） - 中川信夫監督
- マタンゴ（1963年） - 本多猪四郎監督/ウィリアム・H・ホジスン（原作）
- 鬼婆（1964年） - 新藤兼人監督
- 怪談（1965年） - 小林正樹監督/小泉八雲（原作）
- 藪の中の黒猫（1968年） - 新藤兼人監督
- 吸血鬼ゴケミドロ（1968年） - 佐藤肇監督
- 江戸川乱歩全集 恐怖奇形人間（1969年） - 石井輝男監督/江戸川乱歩（原作）
- 血を吸うシリーズ（1970年） - 山本迪夫監督
- HOUSE ハウス（1977年） - 大林宣彦監督
- 犬神の悪霊（1977年） - 伊藤俊也監督
- 震える舌（1980年） - 野村芳太郎監督/三木卓（原作）
- ギニーピッグシリーズ（1985年）
- 妖獣都市（1987年） - 川尻善昭監督/菊地秀行（原作）
- 死霊の罠（1988年） - 池田敏春監督
- スウィートホーム（1989年） - 黒沢清監督
- ヒルコ 妖怪ハンター（1991年） - 塚本晋也監督/諸星大二郎（原作）
- オールナイトロングシリーズ（1992年） - 松村克弥監督
- 女優霊（1996年） - 中田秀夫監督
- リングシリーズ（1998年） - 中田秀夫監督/鶴田法男監督/鈴木光司（原作）
- パーフェクトブルー(1998年)〈アニメ映画〉-今敏監督
- 呪怨シリーズ（1999年） - 清水崇監督
- 富江シリーズ（1999年） - 及川中監督/光石冨士朗監督/伊藤潤二（原作）

2000年代
- オーディション（2000年） - 三池崇史監督/村上龍（原作）
- バンパイアハンターD（2000年） - 川尻善昭監督/菊地秀行（原作）
- BLOOD THE LAST VAMPIRE（2000年） - 北久保弘之監督
- 回路（2001年） - 黒沢清監督
- 仄暗い水の底から（2002年）- 中田秀夫監督
- 極道恐怖大劇場 牛頭 GOZU（2003年） - 三池崇史監督
- 着信アリシリーズ（2004年） - 三池崇史監督/秋元康（原作）
- インプリント〜ぼっけえ、きょうてえ〜(2006年) - 三池崇史監督/岩井志麻子（原作）
- 片腕マシンガール（2007年） - 井口昇監督
- おろち（2008年） - 鶴田法男監督/楳図かずお（原作）
- ひぐらしのなく頃にシリーズ（2008年）及川中監督/竜騎士07(原作)
- リアル鬼ごっこ（2008年） - 柴田一成監督/山田悠介（原作）
- 喰女-クイメ-（2014年） - 三池崇史監督/山岸きくみ（原作）
- コープスパーティーシリーズ（2015年） - 山田雅史監督/祁答院慎（原作）
- 残穢（2016年）- 中村義洋監督/小野不由美（原作）
- 犬鳴村（2020年）- 清水崇監督
- 事故物件怪談　恐い間取り（2020年）- 中田秀夫監督/松原タニシ（原作）

## ホラー映画研究書
- 小中千昭 『ホラー映画の魅力』（岩波書店、2003年）